# Biskupi radomscy
Biskupi radomscy – biskupi diecezjalni i biskupi pomocniczy diecezji radomskiej.

## Biskupi

### Biskupi diecezjalni
| Lata urzędowania | Biskup | Biskup           | Uwagi                                                                                             |
| ---------------- | ------ | ---------------- | ------------------------------------------------------------------------------------------------- |
| 1992–1999        |        | Edward Materski  |                                                                                                   |
| 1999–2001        |        | Jan Chrapek      |                                                                                                   |
| 2002–2009        |        | Zygmunt Zimowski | arcybiskup ad personam następnie przewodniczący Papieskiej Rady ds. Duszpasterstwa Służby Zdrowia |
| 2009–2021        |        | Henryk Tomasik   |                                                                                                   |
| od 2021          |        | Marek Solarczyk  |                                                                                                   |

### Biskupi pomocniczy
| Lata urzędowania | Biskup | Biskup              | Uwagi                                                   |
| ---------------- | ------ | ------------------- | ------------------------------------------------------- |
| 1992–2019        |        | Adam Odzimek        |                                                         |
| 1992–2012        |        | Stefan Siczek       |                                                         |
| 2015–2025        |        | Piotr Turzyński     |                                                         |
|                  |        | Krzysztof Dukielski | nominat (2025), zrezygnował z przyjęcia sakry biskupiej |